# Stíny minulosti
Stíny minulosti je název českého výboru z antologie sovětských ukrajinských vědeckofantastických povídek Střela vesmíru (1985, Стріла Всесвіту). Výbor vydalo roku 1989 nakladatelství Albatros jako 228. svazek své sešitové edice Karavana. Povídky vybrala a přeložila Jaroslava Bitzanová, knihu ilustroval Jan Hejda.

## Obsah knihy
Originální antologie, kterou sestavili Michajlo Fedotovič Slabošpickij a Olexandr Konstantinovič Teslenko, obsahuje osmnáct povídek, z nichž bylo do českého výboru převzato následujících deset (jména autorů jsou uvedena podle obsahu výboru):
- Oleh Konstantinovič Romančuk: Rukopis Olivera Heavysidea (1982, Рукопис Олiвера Хевiсайда).
- Vasil Vasiljevič Holovačov: Ladička (1982, Камертон).
- Vadym Eventov: Jednoho dne v městě (1985, Жила-была Катя).
- Olexyj Kutynskyj: Příběh s obrazem (1985, Загадковий погляд).
- Vladimir Ivanovič Ščerbakov: Návrat kosmonauta (1966, Мы играли под твоим окном...).
- Olexandr Kostjuk: Zlaté včely (1985, Золоті бджоли).
- Igor Markovič Rosochovatskij: Nové povolání (1985, Настанет день…).
- Olexandr Konstantinovič Teslenko: Světla velkoměsta (1983, Ультрамарин вечірньої пори).
- Volodymyr Kazanevsky: Strach (1985, Погоня за страхом).
- Anatolij Pasternak: Stíny minulosti (1985, Ціна минулого).